# Abrigo de Chimiachas
El abrigo de Chimiachas está situado en una oquedad del barranco homónimo, afluente del río Vero en la Sierra de Guara en la provincia de Huesca en España. Contiene una única representación pictórica de un majestuoso ciervo constituyendo la mejor muestra del estilo Levantino del Parque Cultural del Río Vero El sitio forma parte del conjunto del Arte rupestre del arco mediterráneo de la península ibérica declarado Patrimonio de la Humanidad por la UNESCO en el año 1998 (ref. 874.510 y 511).

## Ubicación
El abrigo de Chimiachas se encuentra a 880 m de altitud en la margen derecha del barranco homónimo en posición elevada y orientado al sureste. Se accede al mismo en unas 3 horas por un sendero bien indicado desde San Pelegrín, una pedanía de Alquézar. El abrigo está protegido con verjas y hay visitas guiadas organizadas por el Centro de Arte Rupestre del río Vero en Colungo.

## Descripción

### Chimiachas L
El ’’abrigo de Chimiachas’’ está emplazado en una oquedad alargada de 18 m de longitud, de 6 m de profundidad y de una obertura de 9 m. Contiene una única representación de un ciervo, dibujado en solitario en posición estática y en excelente estado de conservación. La silueta está pintada en rojo, con líneas gruesas, y la figura se rellena con diferentes tonalidades de rojo. Se estima que la pintura rupestre fuera realizada entre el 6000 y el 4000 A.C. Se caracteriza por su realismo como corresponde al estilo Levantino siendo la manifestación propia de las sociedades cazadoras-recolectoras del Mesolítico dentro del arco mediterráneo de la península ibérica.

### Chimiachas E
Además este abrigo alberga una digitación del estilo esquemático.